# Aidachar
Aidachar paludalis
Genre
Espèce
Aidachar est un genre fossile de poissons à nageoires rayonnées de l’ordre également éteint des Ichthyodectiformes. Il a vécu lors du Crétacé supérieur en Ouzbékistan. Son espèce type, unique espèce de ce genre, est Aidachar paludalis.

## Fossiles
Selon Paleobiology Database en 2025, ce genre Aidachar a trois collections référencées de fossiles.
Ses restes fossiles ont été mis au jour dans la formation de Bissekty, en Ouzbekistan en Asie centrale. 

## Historique
Le genre Aidachar et l'espèce Aidachar paludalis sont décrits en 1981 par le paléontologue Nessov (d),,.

## Étymologie
Son nom provient du Aydahar, un dragon mythique kazakh.